# Дайкокутэн

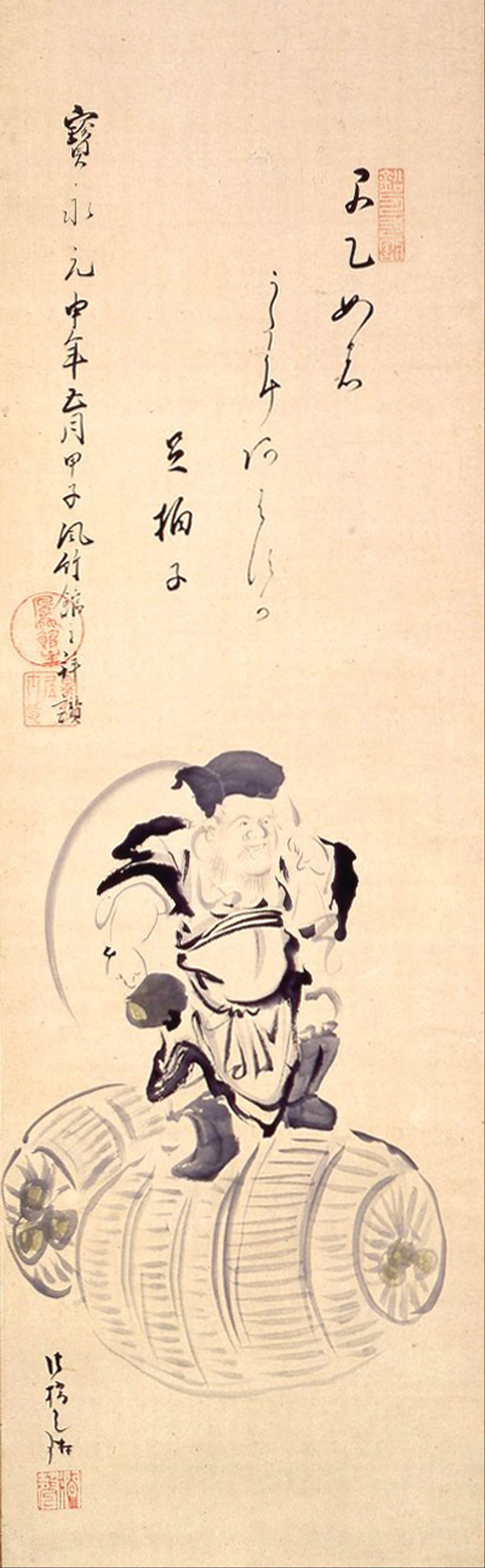
Огата Корин (1658—1716). «Дайкокутэн — Бог богатства». 1704.

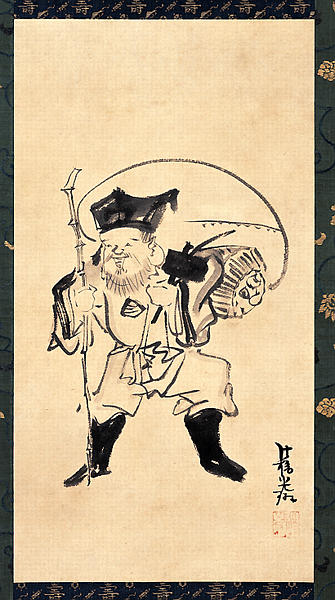
Огата Корин. «Дайкокутэн». 1705.

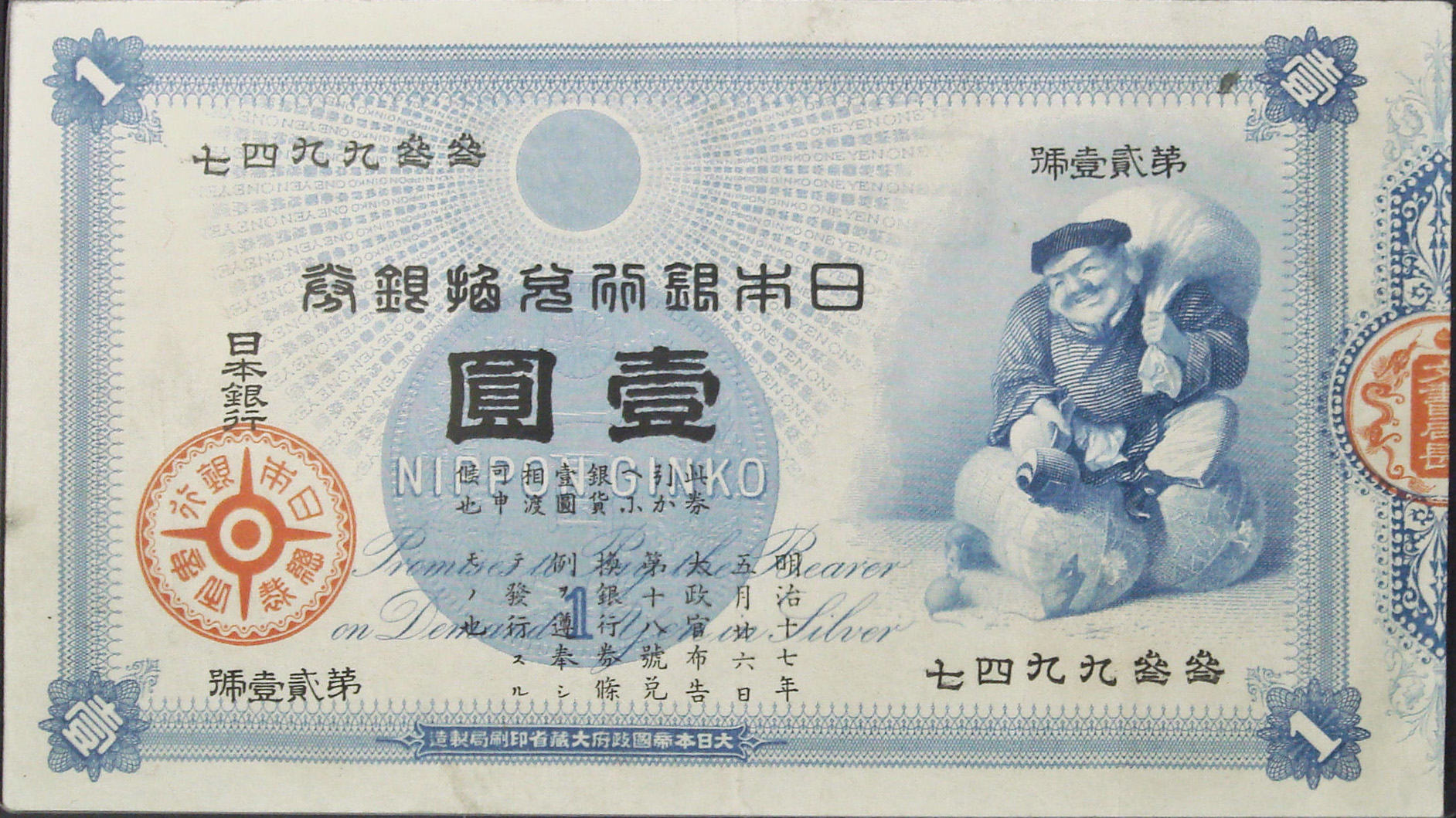
Банкнота достоинством в 1 иену

Дайко́кутэ́н (яп. 大黒天) — один из семи богов удачи, «Великий Чёрный». Первоначально был индийским божеством Махакалой. Из индийского пантеона Махакала перешёл в буддийский, как один из богов-защитников будд от темных сил. В VII веке отправившийся в Индию китайский монах Ицзин упомянул в своих путевых заметках тот факт, что встречал в индийских храмах двурукие статуэтки Махакалы, выступающего покровителем кухни. Данная мода прижилась и в Китае, где Махакала также стал покровителем кухни. В IX веке Китай посетил основатель школы Тэндай, Сайтё, который завёз в Японию статуэтку Махакалы. Так как имя «Махакала» означало «Большой чёрный», в Японии бог стал именоваться Дайкокутэном, что было дословным переводом «Махакала» с санскрита на японский. Благодаря тому, что первые иероглифы имени божества Окунинуси могли быть прочитаны как «Дайкоку», возникла игра слов, которая привела к отождествлению Дайкокутэна с Окунинуси. Начиная с XIV века Дайкокутэн прочно утвердился в числе семи богов счастья, в роли кухонного бога снабжающего верующих едой. В этой роли он стал представляться как дородный торговец, с заплечным мешком, полным провизии. Среди купцов он стал почитаться как покровитель бизнеса, а в западной Японии он стал воплощением ками полей. Также иногда он почитается как бог-охранитель дома. В роли животного-посланца Дайкокутэна выступает мышь. Так как мышь спасла Окуникуси из огненной ловушки Сусаноо, она является дополнительным поводом для отождествления Дайкокутэна с этим богом.
Дайкокутэн был изображён на первых японских банкнотах достоинством в одну иену, выпущенных в обращение в 1885 году.